# Кобилинець Іван
Кобилинець Іван (псевдо: «Козак», «Сокіл») (12 липня 1912, с. Бряза, Долинський повіт, Королівство Галичини та Володимирії, тепер — Болехівська міська рада, Івано-Франківська область — 24 листопада 1944, с. Красне, Перегінський район, Станіславська область) — командир куреня «Промінь», командир ТВ-23 «Магура» (Калуського) УПА.

## Життєпис
Народився 12 липня 1912 року в с. Бряза (тепер Болехівська міська рада Івано-Франківської області) в селянській родині.
Навчався у сільській народній школі, яку закінчив з відзнакою. Продовжив навчання в Долині та Стрию. В гімназії вступив до ОУН. Здобув фах учителя. Закінчив школу підхорунжих Війська Польського.
З початком Другої світової війни мобілізований до Війська Польського, брав участь у боях з німцями. Під час першої радянської окупації вчителював у рідному селі та був директором школи в с. Поляниця.
В 1943—1944 рр. — організаційно-мобілізаційний референт Калуського окружного проводу ОУН, один з організаторів перших відділів УПА в окрузі. У березні 1944 р. призначений командиром Калуського ТВ УПА, одночасно командував і куренем «Промінь».
У квітні 1944 командир призначений до штабу Станіславської воєнної округи УПА замість загиблого поручника «Сталевого». Потрапив у засідку і загинув біля с. Красне Перегінського району Станіславської області (тепер — Рожнятівського району Івано-Франківської області).